# أنجيلو ايسبوسيتو
أنجيلو ايسبوسيتو هو لاعب هوكي الجليد كندي، ولد في 20 فبراير 1989 في مونتريال في كندا.

## وصلات خارجية
- أنجيلو ايسبوسيتو على موقع دوري الهوكي الوطني (الإنجليزية)
- أنجيلو ايسبوسيتو على موقع EliteProspects.com (الإنجليزية)
- أنجيلو ايسبوسيتو على موقع HockeyDB.com (الإنجليزية)